# 命名権

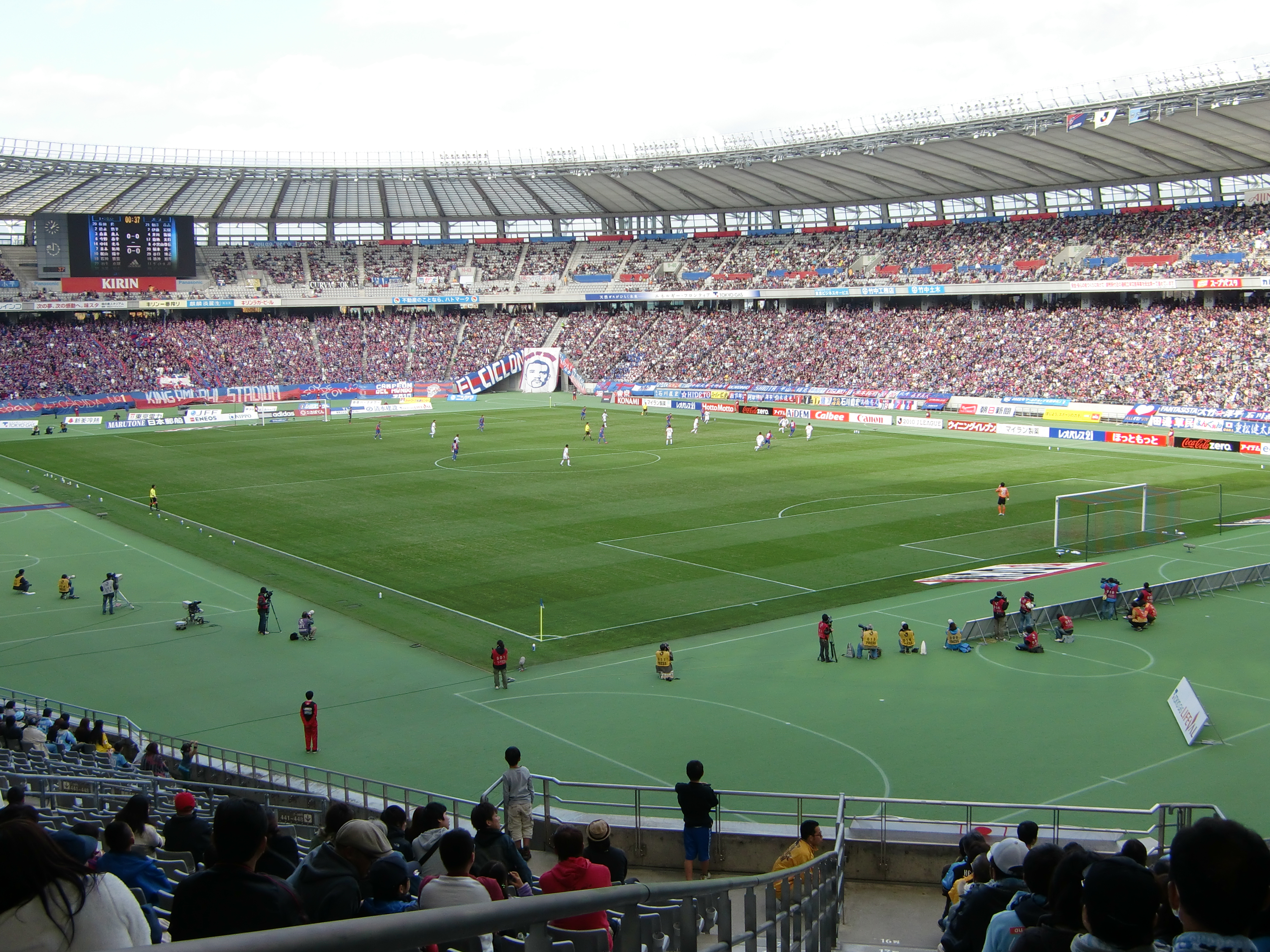
2003年に日本の公共施設として初めて本格導入した東京スタジアム（味の素スタジアム）

命名権（めいめいけん）は、人間や事物、施設、キャラクターなどに対して命名することができる権利である。1990年代後半以降、スポーツ、文化施設等の名称に企業名を付けることがビジネスとして確立した。ネーミング・ライツ（英語：Naming Rights）とも呼ばれる。科学の世界においても、新発見の元素や天体に対して発見者が、生物の学名は記載者が、それぞれ命名権を持つ慣習がある。
狭義としては単体で命名権を購入して行使したものを「命名権」と呼び、不動産などと共に購入した命名権は含まない。

## 人の命名権
世界の多くの地域では、親または親から委託を受けた者が新生児を命名している。

### 日本の人名
中世以降、日本ではその人の成長や変化に従い改名・襲名する慣習があり、命名権について本人固有のものとする一般観念があった。その後、明治維新を経て、居住移転の自由や職業選択の自由に伴う社会の流動化と戸籍制度の確立と共に、個人の特定のための氏名の固定化が進み、同時に子に対する命名権が親固有の専権のような理解となっていった。
命名に関する現行制度として、戸籍法第50条第1項の「子の名には、常用平易な文字を用いなければならない。」等の規定はあるが、民法（家族法）には関連する明文規定がなく、命名権が誰にあるか、その法的根拠はどこにあるかは明確ではない。
命名権が誰にあるかの学説・判例については、次のように体系化される。
命名権親権者固有説
子（命名される者）の命名権は親権者の親権の1つ（身上監護権）とする立場。多くの学説と判例はこの立場を取る。
命名権子固有説（事務管理的代行説）
子の命名権は子本人の人格権の1つであるが、子は出生時に権利行使できないので、親権者がその子のために事務管理的に代行するという立場。
命名権子固有説（親権者代行説）
子の命名権は子本人の人格権の1つであるが、子は出生時に権利行使できないので、親権に基づき親権者が代行するという立場。
ただし、上記のいずれの立場を取るとしても、社会通念に照らして明らかに不適切な名や、名の持つ本来の機能を著しく損なう名を命名することは命名権の濫用として、戸籍事務管掌者（市町村長）は出生届の受理を許否することが許されるとされる。
また、棄児については、戸籍法第57条第2項において、市町村長がその棄児に対し氏名を付けなければならないとされている。

## 科学分野での命名権
元素については、名称が未確定な新元素はIUPACの命名法による元素の系統名で呼ばれる。IUPAC及びIUPAPによって発見が認定されると、発見者に命名権が発生し、IUPACによる承認を経て最終的に名称が確定する。
天体については、小惑星についてのみ発見者に命名提案権が与えられており、IAUの小天体命名委員会による審査を経て命名される（小惑星#命名規則参照）。準惑星については命名規則は定められていないが、エリスの場合には発見者グループが提案した名称が採用されている。
生物の学名は、記載者が命名権を持つ（学名#命名参照）。

## スポーツ、文化分野での命名権
従来から、スポーツ大会などにスポンサーの名称を冠する形での命名権ビジネスは存在していたが、1990年代後半頃から、アメリカにおいてスポーツ施設等の名称に企業名を付けるビジネスが広がった。まず、メジャーリーグでクラシカルな新球場が多く建設されたとき、その名称に企業名が命名され始め、高い費用対効果が認められたことから、他のスポーツ種目やヨーロッパのスポーツ界へと広がっていった。
日本においては、2000年代前半から赤字の公共施設の管理運営費を埋め合わせる手段のひとつとして導入され、その範囲はスポーツ施設や文化施設、路面電車の停留所、公園のトイレ、橋梁、桟橋など多方面に及んでいる。ちなみに地方自治法において命名権売却は「公有財産の処分」にあたらないため、各自治体の議会での議決は必要ない。
施設等の管理者にとっては、命名権を販売することにより収入が得られるメリットがあり、命名権を購入する企業にとっては、スポーツ中継やニュースなどで命名した名称が露出する機会を得られ、宣伝効果が見込まれる。
なお、命名権に限らず、一般的にイベント主管団体の規定（オリンピックやFIFAワールドカップ等の大会）により商標が使用できない場合がある。この場合、命名権に商標を導入している施設については施設名に商標の入っていない正式名称を使用することが義務付けられる。正式名称そのものに商標が含まれている事例等では、別称を付けて対応することとなる。
同様に、大会やリーグの冠スポンサーと命名権を取得した業者が競合する場合、主催者側では命名権名称を使用せず正式名称や所在地名で案内することがある。
NHKは放送法第83条により広告放送が禁止されていることを踏まえ、取材・政策の基本姿勢を示した『NHK放送ガイドライン』において企業名の取り扱いについて「本質的に必要なのか、その他の表現に置き換えることは出来ないのか」等の観点から判断しており、（施設）命名権に基づく名称については『施設の名称である以上、放送に使用することはやむをえないが、名前の一部に企業名などが含まれているため、ニュースや番組の中では繰り返しを避けて、抑制的に名称を用いる」とした上で、「企業名などを除いた施設名が定着している場合には、企業名などを除いた名称を使うこともある」としている。独自に名称の差し替えを行っている例としては大相撲中継のケースがあり、本場所の会場で命名権が導入されている大阪府立体育会館（春場所、2013年から）と愛知県体育館（名古屋場所、2018年から2024年まで）の名称を、主催者（日本相撲協会）が使用（併記）している命名権名称ではなく、従来からの「大阪府立体育会館」「愛知県体育館」の正式名称で表記している。ただし、大相撲以外の他の競技やイベントをNHKがこの2会場から中継する場合（B.LEAGUEにおける大阪エヴェッサおよび名古屋ダイヤモンドドルフィンズのホームゲームや、音楽ライブなど）は、他の命名権導入会場からの同種の競技・イベントの中継と扱いを合わせて「抑制的に名称を用いる」基準で命名権名称を使用する場合もある。なお、2025年からの会場となった愛知国際アリーナに関しては、完成時から命名権が導入されていることにより、「企業名などを除いた施設名が定着」していないとの判断から、命名権名称で紹介している。

### 問題点
同一の施設でありながら、契約満了または契約変更によって比較的短いスパンで別の名称に変わることを問題視する意見がある。例えばYahoo!BBスタジアム→スカイマークスタジアム→ほっともっとフィールド神戸について、アメリカでの命名権（20年契約などの長期契約が基本）と比較して「球場名に愛着を抱くファン心理への配慮」が足りないことを示唆する批判がある。Yahoo!BBスタジアムの場合は、スポンサーであったヤフーが福岡ダイエーホークス買収後、本拠地福岡ドームに「福岡 Yahoo! JAPANドーム」→「福岡ヤフオク!ドーム」→「福岡PayPayドーム」と類似した名称を付けている。また、西武ドームは球場名が何度も変わっているが、最寄の西武鉄道の駅は一貫して「西武球場前駅」のままである。
税金で建設された公共施設を、一私企業の名称に変更することは公共イメージが損なわれるという意見もある。事実、ナイキジャパンは宮下公園の命名権を取得し「宮下NIKEパーク」と改称する予定だったが、反対運動が相次いだことで命名権行使を撤回した（ただし、命名権使用料の支払いは継続）。また、京都市美術館については、2019年に新館建設などリニューアルを実施するのに合わせ、京都市は2016年9月1日から31日にかけ、費用の獲得と愛称を決める目的で命名権を募集したが、市民団体や有識者などからは、「公共の文化財に一企業の名称が被るのは相応しくない」などの異論が出ている。最終的に京都市美術館は、伏見区に本社を置く京セラに命名権を売却すると発表、再オープン後は「京都市京セラ美術館」の名称となる。
新しい名称がなかなか定着せず、旧称を併記した結果、契約違反に問われることがある（中台運動公園におけるサウンドハウスとの命名権契約解除事例）。
命名した企業に不祥事が発覚した場合、命名権を導入した側に批判が寄せられるケースもあり（オリンパスホール八王子に対する八王子市への批判など）、実際に命名権契約が解除され名称が変わることもある（西武ドームにおけるグッドウィルとの契約解除など）。
また、命名権の契約金の高さから企業の買い手がつかない場合というケースもある。一例として、札幌ドームでは2011年に「5年間5億円、札幌ドームの名称を基本的に使うこと」を条件に募集したが、初回募集の1社とは折り合いがつかず、再募集の時には応募企業がなく、その後契約年数を延ばし実質的値下げにも踏み込んで下交渉を行ったものの見通しが立たないことから2011年内の再々公募を見送った経緯がある。
施設管理者が一方的に命名権の導入を試みた結果、その施設を本拠地として使用しているプロスポーツチーム等の反発を招くことがある。前述の札幌ドームのケースでは北海道日本ハムファイターズが「（札幌市が自分たちへの）連絡なしに命名権を公募することに疑問を感じる」と猛反発しており、結果本拠地を札幌ドームからきたひろしま総合運動公園へ移転させるきっかけともなった（詳細は北海道日本ハムファイターズ#新球場建設構想を参照）。一方で、キンチョウスタジアム・ZOZOマリンスタジアムなどのように、施設命名権の契約にプロスポーツチームが関与した場合、契約料をプロスポーツチームと折半する（施設の命名権による収入が全額施設のものとなると限らない）ケースもある。

### 留意事項
都道府県や市町村などの地方自治体が所有している公共施設が命名権を導入する場合、施設の呼称そのものを対象とするケース（横浜市・新潟県など）と、施設の愛称のみを命名権の対象とし、正式名称も従来通り使用するケース（岡山県・香川県など）とがある。特に前者の場合、マスメディアなどで対外的に施設名称を表示する際には、命名権による呼称のみを優先的に使用しなければならない旨について自治体側が規定を設ける場合がある。ただしいずれの場合も、命名権によって制定された呼称を条例上の施設名称にまで及んで改称したケースはほとんどなく、条例上の施設名称は本来のものを継続して使用している。また、石川県の場合、命名権を導入している公共施設は県ならびに各自治体においては一切ない（2020年時点）。
国際サッカー連盟 (FIFA) や国際陸上競技連盟 (IAAF) など国際競技団体の一部は、自らが主催・主管する大会において「施設名が公式スポンサーと競合してはならない」と規定している。このケースにおいては、命名権を導入した施設の多くでは一時的に「スポンサーと競合しない」施設名を使用する（「正式名称を用いる」と解されることが多いが、2006 FIFAワールドカップのように、その大会でしか使用しない特別な名称を付与した事例もある）。必要に応じて、場内に掲出されている企業名のロゴを覆い隠す措置を執ることもある。これらはFIFAの「クリーンスタジアム規定」やワールドラグビーの「クリーンスタジアム規定」に基づくものであるが、あくまでも「公式スポンサーの保護」が目的であるため（アンブッシュマーケティング参照）、命名権を一律に除外するわけではなく、また命名権名称でなくとも一時名称変更措置が執られることもある。
珍しいケースではあるが、命名権を購入した企業側が「旧名称のままとするのが望ましい」として呼称変更をあえて行わないことがある。鎌倉市の海水浴場3か所の例では、2013年に『鳩サブレー』で知られる菓子店の豊島屋が権利を購入したものの、一般公募の結果呼称変更を行わず旧名称のまま運営を続けている（ただし形式上は「命名権を行使して、旧名称と同じ呼称を名付けた」形である）。
2019年から大之木建設が命名権を取得した呉市二河野球場（命名権名称：鶴岡一人記念球場）のように、企業名ではなく所在地に所縁の人物の名称を命名する例もある。

### 施設の名称に導入した事例

#### 特定施設の名称に導入した事例
日本のプロスポーツにおいて、公式戦開催時のみ場内の特定施設（観客席など）に命名権を採用するケースがある。
神戸市御崎公園球技場（神戸ウイングスタジアム→ホームズスタジアム神戸→ノエビアスタジアム神戸）では、Jリーグのヴィッセル神戸の主催ゲーム限定で2005年3月より観客席の名称に命名権を採用しており、メインスタンドを「楽天スタンド」、バックスタンドを「Kawasakiスタンド」と称している。施設全体に企業名を冠する場合とは異なり、スタジアムではなく、興行主のヴィッセル神戸（運営会社クリムゾンFC）に2社から広告料が支払われる。
阪神甲子園球場では、2008年からプロ野球開催日のみ、新設されたフィールドシートに「SMBCシート」（1・3塁側 2012年まで「みずほ銀行シート」）「東芝シート」（バックネット裏）の命名権が、また、2009年からプロ野球開催日のみ、3塁側に新設された掘りこたつタイプのボックスシートに「三ツ矢サイダーボックス」（アサヒ飲料）の命名権が取り付けられた（2012年からは1塁側にも新設・命名）。さらに2013年から1塁側アルプス席の最前列にセブンイレブンジャパンと締結した「セブンイレブンエキサイトシート」（ライトポール側付近）、「セブンイレブンファミリーシート」（アイビーシート側付近）が設置される。球場そのものの命名権は現在予定されていない。
広島市民球場（MAZDA Zoom-Zoom スタジアム広島）では、プロ野球開催日のみ、正面及び内野砂かぶり席と2階テラスシート、ライトポール際観客席（びっくりテラス）、ライトスコアボード際観客席（寝ソベリア、2011年シーズン - ）に命名権を採用しており、正面砂かぶり席を「東芝シート正面砂かぶり」（2009年シーズン、東芝））→「ビックカメラシート正面砂かぶり」（2010年シーズン - 、ビックカメラ）、内野砂かぶり席を「KIRINシート砂かぶり席」（キリンホールディングス）、2階テラスシートを「コカ・コーラテラスシート」（日本コカ・コーラ/コカ・コーラウェスト）、ライトポール際観客席を「エバラ黄金の味 びっくりテラス」（エバラ食品工業）、ライトスコアボード際観客席を「セブン-イレブンシート寝ソベリア」（セブン-イレブン・ジャパン）と称している。この場合は、同球場の指定管理者の広島東洋カープとともに同球場の共同運営を行う三井物産に3社から広告料が支払われる。
宮城球場（2023年より「楽天モバイルパーク宮城」）では、2009年設置の「グループシート5」に2010年まではローソン、2012年からはセブンアンドアイホールディングス/セブンイレブンジャパン、また「ボックスシート5」にも2012年よりみちのくコカ・コーラボトリングが命名権を取得し、前者は「ローソングループシート5→セブンイレブングループシート5」、後者は「コカコーラボックスシート5」とされている。また、2016年に左中間後方に開設された公園施設は江崎グリコが命名権を取得し、「スマイルグリコパーク」の名称で運営されている。
札幌ドームでは、それまでプロ野球開催日のみ設置していた3階席「スカイビューボックスシート」を、2012年よりローソンと契約を結び「ローソンスカイボックスシート」、三塁側外野席で陽岱鋼の背番号1をかたどった後方一部エリアを2013年シーズンより「ローソン 岱鋼シート」・中田翔の背番号6をかたどった一部エリアを2014年シーズンより「ローソン 中田翔フルスイングシート」、また一塁側内野A指定席一部の女性向け座席「シンデレラシート」をセブン-イレブン・ジャパンと契約を結び2013年シーズンより「セブン-イレブン シンデレラシート」、2015年よりシンデレラシートエリア下の一部座席を2015年シーズンより「セブン-イレブン ビジョンシート」と命名している。
横浜スタジアムは2013年の内野ファウルゾーンにエキサイティングシートというフィールドシート席が設置されるが、このうちの1塁側の箇所をセブンイレブンジャパンと締結し「セブンイレブンエキサイティングシート」と命名されている。
京都市西京極総合運動公園陸上競技場兼球技場（西京極スタジアム→2019年施設自体の命名権により「たけびしスタジアム京都」）では、Jリーグの京都サンガF.C.の主催ゲーム限定で2011年3月より入場ゲート（第4ゲート）に命名権を採用しており、「auゲート」（KDDI）と称している。
鈴鹿サーキットでは、最終コーナー直前のシケイン（ターン16・17）に命名権を採用、2014年3月1日に日立オートモティブシステムズとパートナー契約を締結し「日立オートモーティブシステムズシケイン」と命名されている。また、2018年4月12日からは武蔵精密工業と200Rに設置された2輪用シケインのパートナー契約を締結、「MuSASHiシケイン」と命名されることになった。
明治神宮野球場では、2019年設置の立見席「ヒップバーシート」に命名権を採用しPeach Aviationと契約を結び「Peachヒップバーシート」と命名されている。
北海きたえーるでは、B.LEAGUEのレバンガ北海道主催ゲーム限定で2022-23シーズンよりセブン-イレブン・ジャパンと契約を結び、コートエンド・ホームベンチ側に「セブン-イレブンゆったりシート」を設置した。

### 施設以外の名称に導入した事例
施設以外に、組織、作品、イベント、機器等に命名権が導入されるケースがある。
- 秘密結社鷹の爪 THE MOVIE - 第2弾以降で映画タイトルに命名権を導入し、スポンサー企業の商品名を組み込んでいる。映画でははじめての事例。
  - 秘密結社鷹の爪 THE MOVIE2 〜私を愛した黒烏龍茶〜 - 2008年公開。当時黒烏龍茶を発売していたサントリーが権利を取得。
  - 秘密結社鷹の爪 THE MOVIE3 〜http://鷹の爪.jpは永遠に〜 - 2010年公開。国別コードトップレベルドメインを管理する日本レジストリサービスが権利を取得。
  - 秘密結社鷹の爪 THE MOVIE4 〜カスペルスキーを持つ男〜 - 2010年公開（正式には「THE MOVIE3」のDVD特典映像）。アンチウイルスソフトを展開するカスペルスキー・ラボが権利を取得。
  - 秘密結社鷹の爪 鷹の爪GO 〜美しきエリエール消臭プラス〜 - 2013年公開。「エリエール」ブランドを手がける大王製紙が権利を取得。
- メガネの相沢プレゼンツ県民ロビーコンサート - 宮城県庁舎県民ロビーで1989年から毎月行われている無料コンサートに対して県が命名権を募集し、2009年3月までの6ヶ月分を51万円で売却。
- JFEエンジニアリングさがみ - 神奈川県が所有するヘリコプター「さがみ」（川崎・BK117B-1）の命名権をJFEエンジニアリングが取得。
- りんくうの風MAKINO - 愛知県常滑市のりんくう緑地内にある小型風力発電機の命名権をマキノが2012年4月から2年契約で取得。
- 愛川ソーラーパーク“さんてらすTOBISHIMA” - 神奈川県愛甲郡愛川町のメガソーラー設備（2013年4月完成）の命名権を飛島建設が取得。契約期間は2018年3月までの5年間。
- あしぎんマロニエ県庁コンサート - 栃木県庁舎1階ロビーにて年6回行なわれている無料コンサート。足利銀行が2011年（1年契約、現在2013年まで更新中）から取得している。
- 中国聯通号 - 中国国鉄南昌鉄路局によって命名権が販売され、中国聯通が落札し福建省内を走る中国鉄路高速（中国の高速鉄道列車）に命名された。[26]
- ポッカレモン消防音楽隊 - 名古屋市によって名古屋市消防音楽隊の命名権が販売され、3年間につき約1000万円の契約でポッカサッポロフード&ビバレッジが購入した。[27]
- EGOZARUタイムアウト - レバンガ北海道のホームゲームにおける「タイムアウトネーミングライツ」を2022年に販売し、EGOZARUブランドを展開するサードシップが購入した[28]

#### スポーツのリーグ戦に導入した事例
単発の大会やトーナメント戦の冠スポンサーではなく、リーグ戦の命名権者（タイトルパートナー）となった事例。
- Fリーグ powered by inゼリー（2013年度まではFリーグ powered by inゼリー）→SuperSports XEBIO Fリーグ（2015年度と2016年度）→DUARIG Fリーグ（2017年度と2018年度）→メットライフ生命Fリーグ - Fリーグのタイトルスポンサーを2010年度から2014年度まで森永製菓、2015年度から2018年度まではゼビオホールディングス（旧ゼビオ）とそれぞれ締結していた。2025年度より7年ぶりのタイトルパートナーとしてメットライフ生命保険と契約[29]。
- ルートインBCリーグ - 2014年のシーズンよりオフィシャルスポンサーのひとつであるホテルルートイングループがベースボール・チャレンジ・リーグ（BCリーグ）の命名権を取得し、通称を改めた[30]。
- 太陽生命ウィメンズセブンズシリーズ - 太陽生命保険が2014年に開始したウィメンズセブンズシリーズとタイトルパートナー契約を締結。
- ターキッシュ エアラインズ bjリーグ（TKbjリーグ） - ターキッシュ エアラインズが日本プロバスケットボールリーグ（bjリーグ）とネーミングライツおよびオフィシャルパートナー契約を締結し、2014-2015シーズンから導入[31]。
- 明治安田Jリーグ（2023年までは明治安田生命Jリーグ） - 明治安田生命保険が日本プロサッカーリーグ（Jリーグ）との間で2015年シーズンからタイトルパートナー契約を締結[32]。3部リーグのJ3リーグには1年早く2014年シーズンからタイトルパートナー契約を締結。
- マイナビ ジャパンビーチバレーボールツアー - マイナビが2019年よりジャパンビーチバレーボールツアーとタイトルパートナー契約を締結。2023シーズンを以てタイトルパートナー契約は満了したが、一部大会は2018年までと2024年以降もパートナー契約。
- NBAゲータレード・リーグ - ペプシコ社がNBAデベロップメント・リーグとパートナーシップ契約を結び、2017-18シーズンより同社のスポーツドリンクブランドであるゲータレードをリーグ名に使用している。
- JTB バドミントンS/Jリーグ - 2018年からJTBがバドミントンS/Jリーグとタイトルパートナー契約を締結。2021シーズンを以て契約満了。
- ノジマTリーグ - ノジマが2018年に開始したTリーグとタイトルパートナー契約を締結。
- JERA セントラル・リーグ - 2020年からJERAがセントラル・リーグとタイトルパートナー契約を締結。
- さわかみ関西独立リーグ - 2020年シーズンに澤上篤人が理事長を務めるさわかみ財団が関西独立リーグとネーミングライツ契約を締結[33]。契約更新の発表はないまま、2021年に入ってもウェブサイト等で使用されていたが、同年4月1日に契約更新（期間は明示せず）が発表された[34]。
- ヤマエグループ 九州アジアリーグ（2022年11月まではヤマエ久野 九州アジアリーグ） - ヤマエ久野が2021年9月より九州アジアリーグとネーミングライツ契約を締結[35]。2025年2月をもって契約を満了し、命名権使用を終了[36]。
- 三菱地所 JCLプロロードレースツアー - 三菱地所が2021年に開始したジャパンサイクルリーグ（JCL）とタイトルパートナー契約を締結。
- Yogibo WEリーグ→SOMPO WEリーグ - ウェブシャークが2021年に開始した日本女子プロサッカーリーグ（WEリーグ）とタイトルパートナー契約を締結。2022-23シーズンを以て契約満了。2024-25シーズンからはSOMPOホールディングスとタイトルパートナー提携。
- NTTジャパンラグビーリーグワン - 日本電信電話が2022年に開始したジャパンラグビーリーグワンとタイトルパートナー契約を締結。
- ニトリJD.LEAGUE - ニトリが2022年に開始したJDリーグとタイトルパートナー契約を締結。
- パーソル パシフィック・リーグ - 2023年からパーソルがパシフィック・リーグとタイトルパートナー契約を締結。
- 大同生命SV.LEAGUE - 2024年から大同生命保険がSVリーグとタイトルパートナー契約を締結。
- りそなグループB.LEAGUE - 2024年からりそなホールディングスがBリーグとタイトルパートナー契約を締結。
- 大樹生命 Wリーグ - 2024年から大樹生命保険がWリーグとタイトルパートナー契約を締結。

#### スポーツのチーム名に導入した事例

##### 日本のプロ野球
日本野球機構（NPB）管轄のプロ野球では、チーム名に含まれる企業名は基本的にオーナー企業の名称だが、二軍に限定すれば複数の事例がある。独立リーグでは、2014年以降、命名権に基づくリーグ名・チーム名が誕生している。
NPB
- サーパス神戸（2000年-2006年）→サーパス（2007年-2008年） - オリックス・ブルーウエーブ→オリックス・バファローズの二軍の球団名に導入。穴吹工務店が命名権を3年契約で取得し、同社のマンションブランド「サーパス」を冠した。2003年から2005年の間は命名権を取得したサイバーファームが穴吹工務店の了承を得て同チーム名としていた。穴吹工務店は2006年から再び命名権を取得するが、同社の経営不振に伴い契約を中途解除。
- インボイス（2005年-2006年）→グッドウィル（2007年） - 西武ライオンズの二軍の球団名に導入。一軍本拠地である西武ドームの命名権と同時に導入され、球場の命名権企業と同じインボイスおよびグッドウィル・グループが命名権を取得した。インボイスとは球場命名権の契約満了（球団が更新を拒否）により、グッドウィルとは同社の不祥事により、それぞれ命名権契約を中途解除。
- オイシックス新潟アルビレックス・ベースボール・クラブ（2024年-） - 新潟アルビレックス・ベースボール・クラブにオイシックス・ラ・大地が命名権を取得。
- くふうハヤテベンチャーズ静岡（2024年-） - ハヤテ223（仮称）にくふうカンパニーが命名権を取得。

また、実現しなかったものとして、2004年に計画された大阪近鉄バファローズの命名権導入が挙げられる。親会社の近畿日本鉄道（近鉄）の経営改善強化策の一環によるものだが、他球団からの反対により断念。このことが結果的に2004年のプロ野球再編問題の引き金となった。
このほか1970年代までに以下のようなスポンサー名への球団名変更の事例がある。ただしこれらは「球団自体へのスポンサード（経営に関与しない資金提供のみ）に付随する球団名の変更」であり、球団名のみを売却したわけではない。
- ライオン軍（1937年-1940年） - それまでの大東京軍の経営権が國民新聞社から共同印刷（の専務の大橋松雄）と田村駒治郎に移った際、小林商店（現・ライオン）スポンサーとなり（チームの運営には携わっていない）、チーム名に屋号（ライオン歯磨本舗）である「ライオン」の文字を組み込んだ。「ライオン」が敵性語と見なされたため、1940年まではこの名称で通すも、1941年に「朝日軍」に改称（小林商店からのスポンサードは継続）。戦後、松竹が資本参加して松竹ロビンスとなり、大洋ホエールズ（現・横浜DeNAベイスターズ）との合併により事実上消滅。
- トンボユニオンズ（1955年） - トンボ鉛筆がリーグの斡旋により高橋ユニオンズ（高橋龍太郎の個人経営）のスポンサーとなるも1年で撤退。翌々年に大映スターズと合併し大映ユニオンズとなり、後に毎日オリオンズと合併して大毎オリオンズに。
- ロッテオリオンズ（1969年-1970年） - 1969年に東京オリオンズ（大毎オリオンズの後身）にロッテがスポンサーとして参加。最初の2年間は大毎・東京オリオンズ時代から引き続いて大映が経営権を持っており、この間は「命名権（スポンサード）によるチーム名」だった。1971年1月にロッテが大映から球団経営権を譲受して、「親会社の名称によるチーム名」に。現在の千葉ロッテマリーンズ。
- 太平洋クラブライオンズ（1973年-1976年）→クラウンライターライオンズ（1977年-1978年） - 1973年に設立された福岡野球（中村長芳が身売りされた西鉄ライオンズを引き受けた個人運営の会社）への、太平洋クラブからの資金援助によるもの。1977年にはクラウンガスライターとも提携して（太平洋クラブとの提携も継続）球団名変更。1978年シーズン終了後に国土計画（西武グループ）に球団が売却され本拠地も移転、西武ライオンズ（現・埼玉西武ライオンズ）に。

なお、広島東洋カープの「東洋」は球団の筆頭株主であるマツダの旧社名（東洋工業）に由来するが、実質的にはマツダの創業家である松田家による同族経営がなされている。
これは、発足以来の市民組織による球団経営への限界から、1957年に東洋工業・広島電鉄・中国新聞社・広島銀行・広島ガス・山陽木材など地場企業10社によるグループオーナー形式に移行していたのが、各社による経営の主導権争いが起きて結果的に空中分解し、1968年に当時は松田家の同族経営だった東洋工業と同社の協力企業による組織である東友会協同組合による経営に一本化した際に 実質的に親会社となったものの、市民球団としての設立経緯を尊重した松田恒次オーナー（当時）の意向により東洋工業の球団運営に対する直接的な関与が抑えられたことに加え、1970年代中頃に第1次オイルショックなどで経営危機に陥った後、通商産業省（現：経済産業省）と住友銀行（現：三井住友銀行）などの介入により経営再建が行われた過程で同族経営が終焉したことで（詳細はマツダ再建の項目を参照）、東洋工業に対する松田家の影響力が薄れ、同時に省庁・銀行側の意向で広島球団に対する東洋工業・東友会協同組合の企業・団体としての経営関与がより弱められると同時に松田家による事実上の独立経営となった経緯によるものであり、「親会社の名称によるチーム名」と「命名権（スポンサード）によるチーム名」の両方に類するとも、あるいはどちらでもないとも言える。
独立リーグ
- 富山GRNサンダーバーズ（日本海オセアンリーグ、2015年 - ）- GRN（北陸コカ・コーラボトリングの子会社）との契約により、従来の富山サンダーバーズより改称。
- オセアン滋賀ユナイテッドベースボールクラブ（当時BCリーグ、2019年） - オセアンとの契約により、滋賀ユナイテッドベースボールクラブが愛称として使用。2019年シーズン終了後の2020年1月に、オセアンは滋賀球団の運営企業を買収して運営会社名が「オセアン滋賀」に変更され、運営企業の名前そのものとなったことから、命名権による愛称ではなくなった（その後、球団名を「オセアン滋賀ブラックス」を経て「滋賀GOブラックス」に変更）。

##### 日本のプロバスケットボール
B.LEAGUEではチーム名に企業名を入れることを原則として禁止しているため、今後参入するチームは新たに命名権を取り入れることはできない。
ただし、前身リーグより企業名を入れているクラブについては、クラブ公式文書で使用する正式なチーム名に限り継続して使用することが可能である。B.LEAGUEの前身のひとつであるJBL→NBLでは、以下の通り命名権を取り入れたクラブが存在した（他チームに含まれる企業名は運営企業の名称）。
- リンク栃木ブレックス（2008年-2009年、2016年-2019年） - 経営コンサルティング企業のリンクアンドモチベーションが2008年からの3年契約で買収。2009年からは運営会社がリンク社の完全子会社化され、「親会社の名称によるチーム名」となっていた。2016年のB.LEAGUE発足に合わせて運営会社がリンク社の資本外に変更されたが、正式なチーム名としてはリンクの名を残した。2019年に宇都宮ブレックスに改名。
- サイバーダインつくばロボッツ（2015年-2016年）→サイバーダイン茨城ロボッツ（2016年-2019年） - 精密機器メーカーのサイバーダインが2015年からチーム名を買収。現在の茨城ロボッツ。

##### 日本のサッカー
- サンライフFC（四国サッカーリーグ） - 香川紫雲FC（現・カマタマーレ讃岐）が消費者金融のサンライフと命名権契約を結んでいた。
- KOREA FootballClubグラシアス西条（四国サッカーリーグ） - フットサルコート経営のグラシアス西条と命名権契約を結んでいる。
- ひまわり牛乳南国SC（四国サッカーリーグ） - 南国高知FC（現・高知ユナイテッドSC）が地元の乳業会社・ひまわり乳業と命名権契約を結んでいた。
- auショップ天神FC柳町（高知県社会人リーグ） - FC柳町が四国サッカーリーグ時代に高知県のauショップ天神店と命名権契約を結んでいた。
- 日テレ・東京ヴェルディベレーザ（WEリーグ） - 日本テレビ放送網（日テレ）がチームの命名権を保有。元々日テレも出資者として参加していた（日本テレビフットボールクラブが運営）が、2009年シーズン後に運営が日テレの関与しない組織（東京ヴェルディ1969フットボールクラブ）へ移管。日テレは撤退後もチームの命名権を引き続き保有し、チーム名も日テレ・ベレーザのままとなった（2020年より現チーム名）。
- ちふれASエルフェン埼玉（WEリーグ） - ちふれ化粧品と命名権契約を結んでいる。
- コノミヤ・スペランツァ大阪高槻（日本女子サッカーリーグ） - コノミヤと命名権契約を結んでいた。
- マイナビベガルタ仙台レディース（当時日本女子サッカーリーグ）- マイナビと命名権契約を結んでいたが、後に同社に経営権譲渡されたことによりマイナビ仙台レディースに改称。
- 朝日インテック・ラブリッジ名古屋（日本女子サッカーリーグ） - 朝日インテックと命名権契約を結んでいる。
- 三菱重工浦和レッズレディース（WEリーグ） - 三菱重工業と命名権契約を結んでいる。
- セレッソ大阪ヤンマーレディース（WEリーグ） - ヤンマーと命名権契約を結んでいる。

なお、Jリーグ所属クラブについては（Jリーグ規約に明記はないものの）企業名等を直接想起させる名称を用いない取り扱いがなされており、命名権名称を用いたチームはない。この取り扱いについて、Jリーグ発足時にチェアマンを務めた川淵三郎は2024年9月30日に公開されたJリーグ公式YouTubeチャンネルの動画内で「これ（企業名外し）がなくちゃ、もう絶対成功しない。間違いなく成功しなかった」と述べている。一方、2024年7月27日付の日本経済新聞は「日本初『外資オーナー』 割安で魅力 広告価値に課題も」と題した記事 の中で、「有力クラブの親会社の関係者」のコメントとして「クラブ名から企業名を排除する事はクラブの広告価値を大きく下げる事に繋がり、Jリーグのクラブより企業名が排除されていない他スポーツの社会人チームの方が広告価値が高い」という趣旨の内容を掲載している。
また、JFLでは実業団クラブが所属していることもあり命名権の付与は可能と思われるが、Jリーグ入りを目指すプロサッカークラブが大半を占めているということもあり、今まで命名権を採用したクラブはアトレチコ鈴鹿クラブがポイントサイトを運営するエムフロとの間でネーミングスポンサー契約を結び、「鈴鹿ポイントゲッターズ」の呼称を用いていた程度である。

##### 日本のプロボクシング
日本のプロボクシングジムにおいては命名権を売却するケースは非常に多い。代表的な例として、以下のような事例がある。
- アルファボクシングジム - 山木ボクシングジムが2011年移転時に命名権をスポンサーのアルファ・ホームズに売却。2014年3月31日スポンサー契約が切れた後も2018年3月まで引き続き使用していた。
- 協栄ボクシングジム - 金平ボクシングジムの命名権をスポンサーの協栄物産に売却。
- グリーンツダボクシングクラブ - コム名の「グリーン」はグリーン観光に命名権を売却し、スポンサー契約が切れた後も引き続き使用しているものであり、現在、グリーン部分の命名権を販売している。創設当時は愛寿ボクシングジム。
- チャイナクイック渡辺ボクシングジム - ワタナベボクシングジムの命名権を2002年頃にチャイナクイックインキュベイト（後のCQエンターテイメント）に売却していた。
- トクホン辰東ジム→トクホン真闘ボクシングジム - 医薬品メーカーのトクホンが命名権スポンサーとなり、辰東ジムから名称変更。2014年3月31日契約切れにより真闘拳に変更し、同年限りで活動休止。

##### 日本の自転車競技
- 湘南ベルマーレロードレーシングチーム→レモネード・ベルマーレ・レーシングチーム→リオモ・ベルマーレ・レーシングチーム - コムレイドが湘南ベルマーレと命名権契約を締結して湘南ベルマーレロードレーシングチーム、2015年にロヂャースレーシングチームと合併に当たり、レモネード社とも契約してレモネード・ベルマーレ・レーシングチーム、同社のリオモへの社名変更により現チーム名に。
- キナンサイクリングチーム - 建設機械レンタルのキナンと命名権契約を締結。

##### 日本のその他のスポーツ
- ノジマ相模原ライズ（アメリカンフットボール・Xリーグ所属） - 相模原ライズが家電量販店のノジマと3年間の命名権契約を締結し、2011年4月1日にチーム名を変更。
- ブルボンウォーターポロクラブ柏崎（水球） - 柏崎水球クラブが菓子メーカーのブルボンと命名権契約を締結。共に本社・本拠地を新潟県柏崎市に置いている縁による。
- ファイテンビーチウィンズ→レオパレス・ビーチウインズ→レオパレス・ウィンズ（ビーチバレー） - 2002年から2005年までスポーツ用品メーカーのファイテン、2006年から2008年まで不動産業のレオパレス21と命名権契約。
- シアタープロレス花鳥風月（プロレス） - 芸能事務所G-TALENTがプロレスイベント旗揚げ時、北区のラーメン店「オフィシャルラーメンショップ花鳥風月」と命名権契約を締結。2015年夏にラーメン店が閉店した後も使用中。
- 朝日生命体操クラブ・体操教室（体操） - 当初は朝日生命保険が社員による企業チームとして運営していたが、その後傘下として設立した「朝日生命体操教室」を通じて、外部から広範な世代の部員を受け入れ、体力作りから競技選手育成までを行う総合的な体操競技団体となった。さらに、不景気による企業スポーツ縮小の影響から、2002年にクラブ・教室の運営・指導の中心人物だった塚原光男・塚原千恵子夫妻が設立した「塚原体操センター」に運営を移管し、朝日生命の名称を引き続き冠して協賛する形式に移行したが、2022年で朝日生命が撤退し、その後は「塚原体操センター」の名称で運営を継続している。
- サトウ食品新潟アルビレックスランニングクラブ（陸上競技） - 新潟アルビレックスランニングクラブが食品メーカーのサトウ食品と命名権契約を締結。

##### 韓国のプロ野球
- ウリ・ヒーローズ（2008年）→ネクセン・ヒーローズ（2010年-2018年） →キウム・ヒーローズ（2019年-）- 2008年、現代ユニコーンズを引き継ぐ形で韓国プロ野球に参入。投資会社センテニアルインベストメントが、メインスポンサー「ウリ・タバコ」に球団命名権を売却し、2008年から2010年までの3年契約を結んだが、2008年シーズン途中にウリ・タバコが命名権を放棄。その後「ウリ」の冠を外し、2009年までは単に「ヒーローズ」とした。2010年にタイヤメーカーのネクセンタイヤが命名権を取得、2018年のシーズン終了後にキウム証券が命名権を取得、現在の名称になった。

##### トルコのプロバスケットボール
- フェネルバフチェ・ユルケル（2006年 - 2015年）→フェネルバフチェ・ドウシュ（2017年 - 2018年）→フェネルバフチェ・ベコ（2018年 - ） - フェネルバフチェ・エルケク・バスケトボル・タクムが2006年に食品メーカーのユルケルと命名権契約を締結。2015年に契約満了。2010年にドウシュグループが命名権を取得、2018年に家電メーカーのベコが命名権を取得、現在の名称になった。
- 損保ジャパン・ベシクタシュ（2015年 - ） - ベシクタシュJKが2015年に日本の保険会社である損害保険ジャパン（当時損害保険ジャパン日本興亜）と命名権契約を締結。

#### 航空機に導入した事例
- 「黄金の國、いわて。」号 - フジドリームエアラインズが岩手県と命名権契約を締結し、エンブラエル E175の1機（機体記号 JA09FJ）を運行している。
- 「青天の霹靂」号 - フジドリームエアラインズが青森県とと命名権契約を締結し、エンブラエル E175の1機（機体記号 JA10FJ）を運行している。

## その他の命名権
- 身近な例では、横断歩道橋の命名権が見られる。都道府県や市町村が管理する横断歩道橋（一部を除く）に期限を設けてスポンサーとなる企業の名前が入る。特に名古屋市においては「歩道橋ネーミングライツパートナー事業」として月25,000円以上・契約期間3年以上の条件を設け2021年6月時点で全国最多の市内102橋に愛称を掲示している[45]。

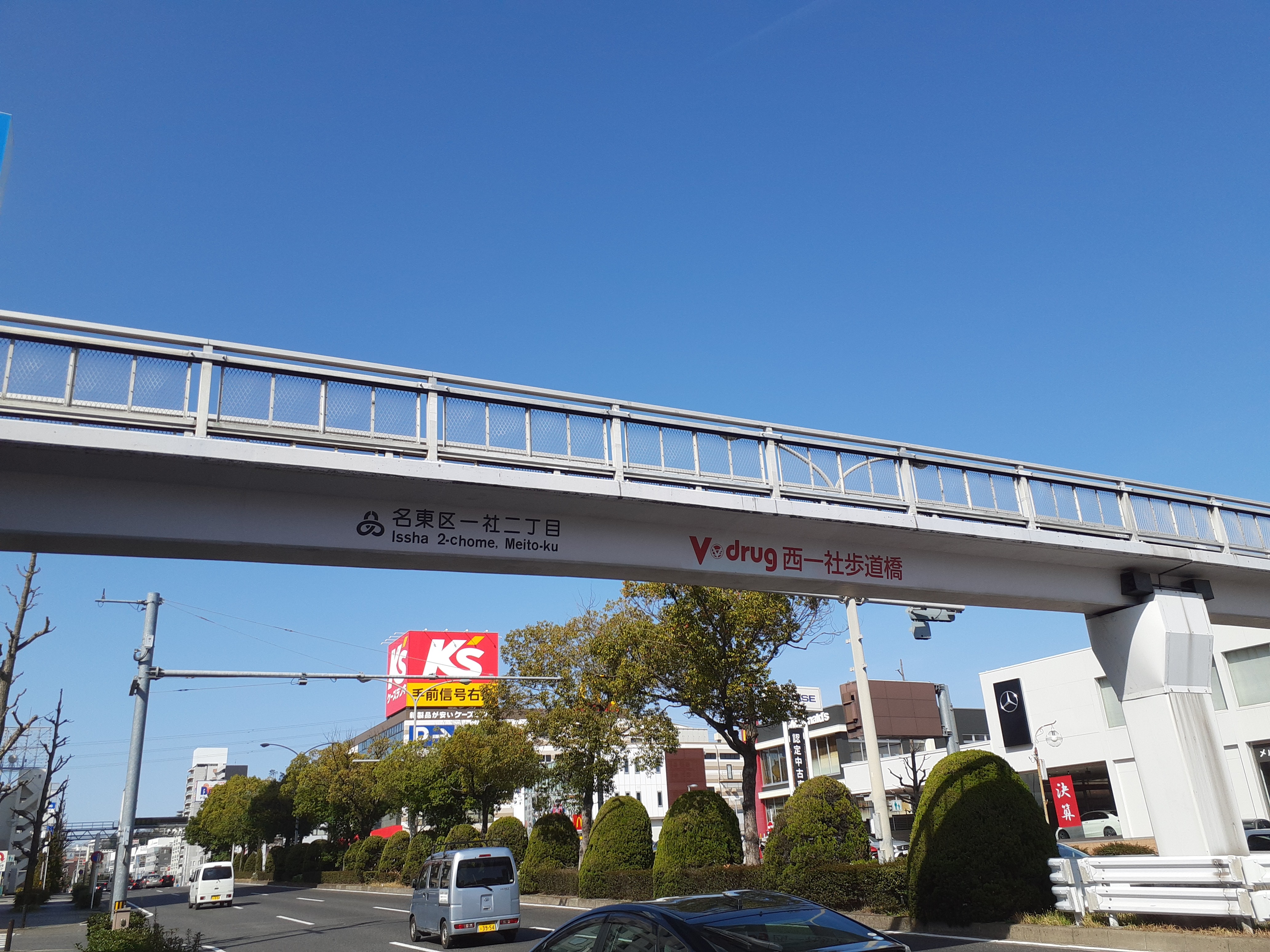
愛知県名古屋市名東区の東山通（県道60号）にかかる西一社歩道橋。スポンサー（V・drug）の名前が入っている。

- オープンソースのコンテンツ管理システムであるKinagaCMSが、プロジェクトの継続開発費用の獲得を目的として、当該システムに実装された機能の命名権を販売するキャンペーンを期限を定めずに実施している。[47]
- また、YouTubeでは東海オンエアのてつやの個人所有のチャンネル名の命名権のオークションをグループ内で2022年1月に行い、メンバーの虫眼鏡が200万円で落札。チャンネル名を「おまんじゅう」に改称した[48]。また、同年10月にはヤフオク!にて一般にも対象を拡大し命名権のオークションを再び行い[49]、680万8000円でホスト兼YouTuberの男性が落札した[50]。
- 極めて珍しい例としては、財政難に陥っていた大阪府泉佐野市が、財源を確保するために2012年に市名の命名権売却を発表したケースがある。しかし、実際に候補者を募集したものの応募者はおらず、売却は実現しなかった。

## 命名権募集中・検討中のもの

### 北海道・東北
- 青森市民室内プール

### 関東地方
- 高萩市営野球場
- 高萩市文化会館
- いすみ鉄道
- 国立競技場
- 明治神宮野球場
- 町田市文化交流センター
- 城ヶ島大橋
- 相模湖漕艇場

### 中部地方
- 長野県伊那文化会館
- 長野県動物愛護センター（ハローアニマル）
- 長野県松本平広域公園（信州スカイパーク） - 公園内にある、総合球技場（アルウィン）およびやまびこドームについては、個別での応募も可能としている。
- 伊那スタジアム・伊那市営野球場 - 2施設セットでの募集[51]
- 伊那市陸上競技場[51]
- 伊那市民体育館
- 浜松球場
- 静岡草薙球場
- 豊橋市民球場
- 岐阜県未来会館
- 長良川球場
- 大垣市北公園野球場
- 大垣市民会館
- 津球場
- 四日市霞ヶ浦球場
- 三重県総合文化センター
- 名古屋大学 - 文系4学部・6研究科に在席する約4100名の学生が利用する教務課ロビーの愛称を募集することとした。

### 中国・四国地方
- 岡山県倉敷スポーツ公園野球場（マスカットスタジアム）
- 広島県立総合体育館
- さぬき市志度音楽ホール

### 九州地方
- アクシオン福岡
- 北九州市民球場
- 佐賀県総合運動場
- 佐賀県総合体育館
- くま川鉄道
- 熊本県民総合運動公園屋内運動広場（パークドーム熊本）
- 熊本県立総合体育館
- 西原マリンパーク
- 沖縄アリーナ

## 命名権取得ではない施設
公共性のある施設に企業名・商標名を冠していても、必ずしも他者からの単体での命名権取得によるものとは限らない。主に施設を所有又は運営している（いた）企業が、自身の命名権により自社の企業名・商標・ブランド名を冠する場合が多い。また三越前駅など、企業名の入った鉄道駅の一部は、設置を要望した（あるいは設置資金を拠出した）企業の名称が用いられることがある（事例多数に付き割愛。請願駅の項目も参照のこと）。
下記は命名権取得ではない施設の例。なお、下記の施設に別途命名権による名称がつけられる場合がある。
- 東北電力名取スポーツパーク（宮城県名取市） - 東北電力所有のスポーツコンプレックス。2012年に閉鎖。
- 栃木SC宇都宮フィールド・ブレックスアリーナ宇都宮（栃木県宇都宮市） - いずれも宇都宮市営の施設だが、同市が推進する「施設愛称によるプロスポーツ応援事業」として、無償で宇都宮市を本拠地とするプロチーム名（栃木SC・宇都宮ブレックス）を冠した名称としている。
- 西武ドーム（埼玉県所沢市） - 西武鉄道が所有し、西武ライオンズ（埼玉西武ライオンズの運営法人）が運営管理する野球場。後に命名権を行使し、2022年から『ベルーナドーム』の名称を用いている。
- 日立柏サッカー場（千葉県柏市） - 開館時は日立製作所所有のサッカー場、後に日立柏レイソル（柏レイソルの運営法人）に施設譲渡。2018年に命名権により『三協フロンテア柏スタジアム』の名称を用いている。
- サントリーホール（東京都港区） - サントリー芸術財団が運営（森ビルが所有）するサントリーのコンサートホール。
- 明治神宮野球場（東京都新宿区） - 宗教法人明治神宮所有の野球場。
- アリーナ立川立飛（東京都立川市） - 立飛ホールディングスが建設に携わった体育館。
- ぴあアリーナMM（神奈川県横浜市西区） - ぴあが運営するホール。
- 本多の森北電ホール（石川県金沢市） - 北陸電力所有のホール。2009年に厚生年金事業振興団から取得し、石川厚生年金会館から北陸電力会館 本多の森ホールに名称を変更。2023年7月1日に本多の森北電ホールに名称を変更した。
- ヤマハスタジアム（静岡県磐田市） - ヤマハ発動機所有のグラウンド。
- 武田テバオーシャンアリーナ（旧・大洋薬品オーシャンアリーナ、愛知県名古屋市港区） - 武田テバファーマ（旧・大洋薬品→テバ製薬）が所有していた体育館。2023年に名古屋市に譲渡され名古屋金城ふ頭アリーナとなり、企業名が外れた。
- 豊田合成記念体育館（愛知県稲沢市） - 豊田合成が建設した体育館。なお、同社は過去に稲沢市総合体育館の命名権を取得し『豊田合成アリーナ（TGアリーナ）』の名称にしていたことがある。
- パナソニックアリーナ・パナソニックベースボールスタジアム（旧・松下電器体育館、旧・松下球場。大阪府枚方市） - パナソニック所有の体育館・野球場。
- 近鉄花園ラグビー場（大阪府東大阪市） - 近畿日本鉄道（近鉄）が所有していたラグビー場。2015年に東大阪市へ譲渡され「東大阪市花園ラグビー場」となり、企業名が外れた。
- 日本生命球場（日生球場、大阪府大阪市中央区） - 日本生命保険（日生）が所有していた野球場。1997年閉鎖。
- ワールド記念ホール（兵庫県神戸市中央区） - 正式名称「神戸ポートアイランドホール」。ワールドからの寄付金により建設された。
- 阪神甲子園球場（兵庫県西宮市） - 阪神電気鉄道所有の野球場。なお「甲子園」の名は、球場完成年の1924年（大正13年）が干支の「甲子」の年に当たることに由来するもので、企業名でも本来の地名由来でもない。
- ノーリツアリーナ和歌山（和歌山県和歌山市） - ノーリツ鋼機所有の体育館。
- マツダ体育館（広島県広島市南区）- マツダ所有の体育館。
- 大塚ヴェガホール（徳島県徳島市） - 大塚製薬所有の多目的ホール。
- 福岡市九電記念体育館（福岡県福岡市中央区） - 開館時は九州電力所有の体育館である「九電記念体育館」だったが、2003年に福岡市に無償譲渡された。2019年閉館。
- DMMかりゆし水族館（沖縄県豊見城市） - DMM.comグループのDMM RESORTSが運営する水族館。

なお、ゼビオアリーナ仙台（宮城県仙台市太白区）は開館時はゼビオホールディングス（旧ゼビオ）所有の体育館だったが、2025年6月に仙台市に譲渡され「仙台市アリーナ」となった際に施設命名権を取得し愛称として継続使用されている。